# لوكاس باير
لوكاس باير (بالتشيكية: Lukáš Bajer)‏ هو لاعب كرة قدم تشيكي في مركز الوسط، ولد في 15 ديسمبر 1984 في برشيروف في جمهورية التشيك. لعب مع فيكتوريا زيزكوف وميلسامي أورهي ونادي آكتوبه ونادي سيغما أولوموتس وهيراكليس ألميلو.

## وصلات خارجية
- لوكاس باير على موقع قاعدة بيانات كرة القدم.إي يو (الإنجليزية)
- لوكاس باير على موقع Soccerway.com (الإنجليزية)